# Juan Neira Cancela
Juan Neira Cancela (Vigo, 22 de mayo de 1849-Orense, 23 de septiembre de 1909) fue un militar, escritor y periodista español.

## Biografía
Aunque siguió la carrera militar, estuvo volcado con la literatura y, en especial, con el periodismo.
Fue redactor de El Meteoro de Vigo (1867), cofundador en Orense con Teodosio Vesteiro de Galicia Literaria (1883) y fundador de Galicia en Caricatura (1889). Colaboró en El Eco de Orense, La Pequeña Patria, La Tertulia, La Concordia, El Trabajo, Follas Novas, Galicia, Galicia Moderna, Galicia Recreativa y La Actualidad. Publicó en Galicia Humorística una sección titulada "Tipos de Orense" en la que se ocupó de personajes curiosos como Xan da Cova o Paco Roque. Fue académico correspondiente de la Real Academia de Historia, cronista de Orense (1907-1909) y considerado «uno de los más prestigiosos hombres del renacimiento cultural de Galicia» en el siglo XIX. Tras su muerte se conoció que guardaba preparadas las necrológicas de buen número de coetáneos suyos.

## Obras
Aunque escribió sobre todo en prensa gallega, también fue autor de obras poéticas y libros en prosa.
Poesía
- Ecos del campamento, 1876.
- Preludios, 1880.

Prosa
- El ahorcado, 1879.
- Caldo Gallego, 1889.
- Programa de los ángeles, 1890.
- Los juegos florales de Orense, 1901.
- Montaña de Orense, 1905 (con prólogo de Emilia Pardo Bazán).

Ensayos
- La morriña, 1907